# Койнджок (Північна Кароліна)
Койнджок (англ. Coinjock) — переписна місцевість (CDP) в США, в окрузі Каррітак штату Північна Кароліна. Населення — 337 осіб (2020).

## Географія
Койнджок розташований за координатами 36°21′9″ пн. ш. 75°57′6″ зх. д. / 36.35250° пн. ш. 75.95167° зх. д. (36.352410, -75.951772).  За даними Бюро перепису населення США в 2010 році переписна місцевість мала площу 2,26 км², з яких 2,17 км² — суходіл та 0,08 км² — водойми.

## Демографія
Згідно з переписом 2010 року, у переписній місцевості мешкало 335 осіб у 140 домогосподарствах у складі 92 родин. Густота населення становила 149 осіб/км².  Було 179 помешкань (79/км²).
Расовий склад населення:
| - 90,4 % — білих - 2,1 % — чорних або афроамериканців - 0,3 % — вихідців з тихоокеанських островів - 3,9 % — осіб інших рас |

До двох чи більше рас належало 3,3 %. Частка іспаномовних становила 4,5 % від усіх жителів.
За віковим діапазоном населення розподілялося таким чином: 20,6 % — особи молодші 18 років, 65,1 % — особи у віці 18—64 років, 14,3 % — особи у віці 65 років та старші. Медіана віку мешканця становила 42,8 року. На 100 осіб жіночої статі у переписній місцевості припадало 104,3 чоловіків;  на 100 жінок у віці від 18 років та старших — 97,0 чоловіків також старших 18 років.
Середній дохід на одне домашнє господарство  становив 44 762 долари США (медіана — 42 750), а середній дохід на одну сім'ю — 63 567 доларів (медіана — 51 711). Медіана доходів становила 26 148 доларів для чоловіків та 40 438 доларів для жінок. За межею бідності перебувало 8,5 % осіб, у тому числі 0,0 % дітей у віці до 18 років та 41,7 % осіб у віці 65 років та старших.
Цивільне працевлаштоване населення становило 119 осіб. Основні галузі зайнятості: будівництво — 27,7 %, транспорт — 25,2 %, мистецтво, розваги та відпочинок — 17,6 %.